# アーバンスクウェア 琥珀の追撃
『アーバンスクウェア 琥珀の追撃』（アーバンスクウェア こはくのついげき）は、1986年11月28日に発売されたOVA。『ランボー』『コブラ』『コマンドー』など、1980年代に流行したアクション作品をイメージして製作されたハードボイルド・アクション作品であり、「アニメファンだけでなく、大人が見ても楽しめる作品」をコンセプトにしている。キャッチコピーは「生き残るのは誰だ?」。
1986年12月にはオリジナルサウンドトラック盤CDがメルダックから発売され、後年には読売テレビ（『アニメだいすき!』枠）やAT-Xでテレビ放送された。

## ストーリー
神戸市に暮らすライターの松本良は、とあるバーで見かけた美女の姿を追いかけ街中を駆け回っていた。その深夜、良はある男性が殺害される現場を目撃し、犯人に命を狙われてしまった。間一髪で警察に駆け込んだ良は事件の捜査を依頼するが、遺体が発見されなかったことから「酔っ払いのイタズラ」と判断され、追い返されてしまう。不満を感じつつ帰路に着いた良は、前日見かけた美女に再会する。その美女は田村由紀という城南大学の女子大生で、互いに惹かれ合った二人は会話を楽しんだ。その最中、良はなぜか自分の原稿の中に紛れ込んでいた、城南大学の奈良本教授宛ての手紙を見付け、教授の助手をしているという由紀が手紙を預かることになった。
由紀とのデートの余韻に浸りつつ帰宅した良は、部屋が荒らされていることに気付き、続け様に殺し屋の空手拳五郎の襲撃を受けた。空手は良に「長谷部から預かった物を渡せ」と迫るが、身に覚えのない良は拒否する以外の選択肢を持っていなかった。危うく殺されそうになる良だったが、間一髪で自宅に駆け着けてくれた望月刑事に命を救われる。望月に保護された良は、自分が目撃した男性の遺体が発見されたことを伝えられた。望月によると、殺害された男性は売り出し中の美術品評論家の長谷部裕であり、裏社会で暗躍する古美術商剛田義一の不正に関する証拠を、恩師の奈良本教授に伝えようとしたために殺害されたのだという。良は、由紀に渡した手紙が不正の証拠だと確信し、由紀の許に急いだ。望月は事情聴取のために城南大学を訪れたが、既に奈良本教授は剛田の部下の殺し屋辺見によって殺害された後だった。一方、旅行中だった由紀の許に現れた良は事情を説明し、二人で手紙を確保するため望月の部下下原刑事の待つ由紀の自宅に向かった。しかし、そこで待っていたのは下原刑事の死体と辺見だった。二人は辺見に拉致され、望月は剛田の圧力によって捜査から外されてしまう。
剛田の許に連れて来られた二人は口封じとして殺されそうになるが、良が機転を利かせて由紀を脱出させることに成功する。辺見の追跡を振り切った由紀は命からがら望月の許に辿り着き、良が命の危険に晒されていることを伝えた。望月は由紀に署長の説得を頼み、良を救うため単身剛田のアジトに乗り込む。
激しい銃撃戦の末、望月は良の救出に成功。辺見に重傷を負わせた後、剛田の乗るヘリコプターを破壊する。夜が明けた時、二人は重傷を負った辺見に襲撃されるが、駆け着けた署長によって救出された。
そしてある雨の日、良と由紀はお互いの近況を話し合いながら物語は幕を閉じる。

## 登場人物
松本 良（まつもと りょう）
神戸市に住む売れないライター。長谷部の殺害現場を目撃したことから、事件に巻き込まれてしまう。
物事に動じず機転が利くが、後先考えずに行動してしまう傾向がある。
田村 由紀（たむら ゆき）
城南大学の女子大生で、奈良本教授の助手。長谷部の手紙を預かったことから、事件に巻き込まれてしまう。
剛田の許から脱出した後は良と望月を助けるため署長を説得し、警官隊を剛田のアジトに出動させる。
望月（もちづき）
東森警察署捜査一課の刑事。2年前から剛田の捜査を担当している。犯罪撲滅のためなら躊躇わずに銃を発砲する。
由紀の話を聞き、剛田のアジトに乗り込み銃撃戦を展開し、剛田の射殺に成功する。
剛田 義一（ごうだ ぎいち）
表向きは真っ当な古美術商だが、裏では美術品の窃盗・密売や詐欺などの犯罪行為を行っている。奈良本教授を脅迫して鑑定書を書かせ、イミテーション品を本物と偽って売買していた。望月の捜査によると、少なくとも9件の殺人事件に関与している。
不正の証拠を揉み消すために長谷部・奈良本教授を殺害させ良と由紀も殺そうとするが、アジトに踏み込んだ望月に脱出用のヘリコプターのエンジンを銃撃され、その爆発に巻き込まれ死亡する。
辺見（へんみ）
剛田の部下の殺し屋。長谷部・奈良本殺害の実行犯。サブマシンガン（ワルサーMPL）を常に携帯している。
望月との一騎討ちで重傷を負う。死んだと思い油断していた良と望月を殺そうとするが、駆け着けた署長に射殺される。
下原（しもはら）
東森警察署捜査一課の刑事。望月の部下。由紀の自宅で良らと合流する予定だったが、彼らを殺しに来た辺見によって射殺される。
空手 拳五郎（からて けんごろう）
剛田の部下の殺し屋。空手の使い手。良を襲撃するが居合わせた望月によって射殺された。
奈良本（ならもと）
城南大学の教授。剛田の指示を受けた辺見に殺害される。
長谷部 裕（はせべ ひろし）
新進気鋭の美術評論家で、奈良本教授の一番弟子。剛田の研究を続けていたため、辺見に射殺された。
署長
東森警察署署長。スタッフロールでは上司表記。
直美（なおみ）
由紀の友人。

## 声の出演
- 松本良 - 井上和彦
- 田村由紀 - 山田栄子
- 望月刑事 - 田中信夫
- 剛田義一 - 飯塚昭三
- 辺見 - 井上真樹夫
- 下原 - 鈴置洋孝
- 空手拳五郎 - 千葉繁
- 奈良本教授 - 和田啓
- 長谷部裕 - 田中和実
- 上司 - 増岡弘
- 直美 - 平松晶子
- 管理人のおばさん - 鈴木れい子
- 管理事務所のおじさん - 水島鉄夫

## スタッフ
- 企画 - 渡辺繁
- 制作プロデューサー - 野崎公明
- 原案、監督 - 西森明良
- 脚本 - 伊藤和典
- キャラクターデザイン - 高田明美
- 作画監督 - 本橋秀之
- 録音監督 - 斯波重治
- 美術 - 金箱良成
- 撮影 - 新井隆文
- 銃設定 - 佐藤千春
- 色彩設定 - 中間秀美
- 特殊効果 - 榊原豊彦
- 音響効果 - 佐藤一俊、小野弘典
- 音楽 - チキンシャック[4][5]
- アニメーション制作 - ネットワーク高円寺スタジオ
- 製作 - 滝口雍昭、ネットワークフロンティア事業部